# 12시에 만납시다 (대구)
박준상의 12시에 만납시다(이하 열만)는 대한민국의 방송국 대구CBS의 라디오 채널 대구CBS 음악FM (97.1MHz)에서 매일 낮 12시부터 오후 2시까지 방송했던 가요전문 라디오 프로그램이다. 주로 1990년대부터 2010년대까지의 인기가요와 최신가요를 함께 들려주며, 월요일부터 토요일까지는 생방송, 일요일은 녹음방송이다.
2017년 12월 1일 대구CBS 음악FM 개국과 함께 첫 방송을 시작했으나, 2020년 3월 22일 방송을 마지막으로 서울 프로그램 릴레이로 전환되어 3년만에 폐지됐다. 대신 가요속으로가 서울 릴레이에서 대구 로컬로 전환됐다.

## DJ
- 박준상 아나운서

## 같이 보기
- 대구CBS

| 대구CBS 음악FM      |                          |                     |
| 이전                | 박준상의 12시에 만납시다 | 다음                |
| 신지혜의 영화음악   | 박준상의 12시에 만납시다 | 한동준의 FM POPS    |
| 오전 11시 ~ 낮 12시 | 낮 12시 ~ 오후 2시       | 오후 2시 ~ 오후 4시 |
|                     |                          |                     |